# Kisnémedi
Kisnémedi is een plaats (község) en gemeente in het Hongaarse comitaat Pest. Kisnémedi telt 691 inwoners (2006).